# Bracon yerburyi
Bracon yerburyi är en stekelart som beskrevs av Cameron 1897. Bracon yerburyi ingår i släktet Bracon och familjen bracksteklar. Inga underarter finns listade.